# Betta hipposideros
Betta hipposideros là một loài cá thuộc họ Belontiidae. Nó là loài đặc hữu của Malaysia.